# غرايم فولر
غرايم فولر (20 أبريل 1957 في المملكة المتحدة - ) (بالإنجليزية: Graeme Fowler)‏ هو لاعب كريكت بريطاني. لعب مع نادي مقاطعة لانكشر للكريكت ‏ ونادي مقاطعة دورهام للكريكت ‏.

## وصلات خارجية
- غرايم فولر على موقع إي آس بي آن كريك إنفو (الإنجليزية)